# Erebia stubbendorfii
Erebia stubbendorfii är en fjärilsart som beskrevs av Ménétriés 1847. Erebia stubbendorfii ingår i släktet Erebia och familjen praktfjärilar. Inga underarter finns listade i Catalogue of Life.